# Банк Святого Георгія
Банк Святого Георгія (італ. Banco di San Giorgio, офіційна назва італ. Casa delle compere e dei banchi di San Giorgio) — комерційний банк, заснований у Генуезькій республіці 27 квітня 1407 року. Один з перших комерційних банків у Європі, якщо не у світі. Розміщувався в приміщенні колишнього палацу капітано-дель-пополо — Палаццо Сан-Джорджо, збудованому у XIII столітті за наказом першого капітано-дель-пополо Генуезької республіки Гульєльмо Бокканегра). У 1805 році під час наполеонівських війн та після розгрому третьої коаліції банк припинив своє існування.

## Історія

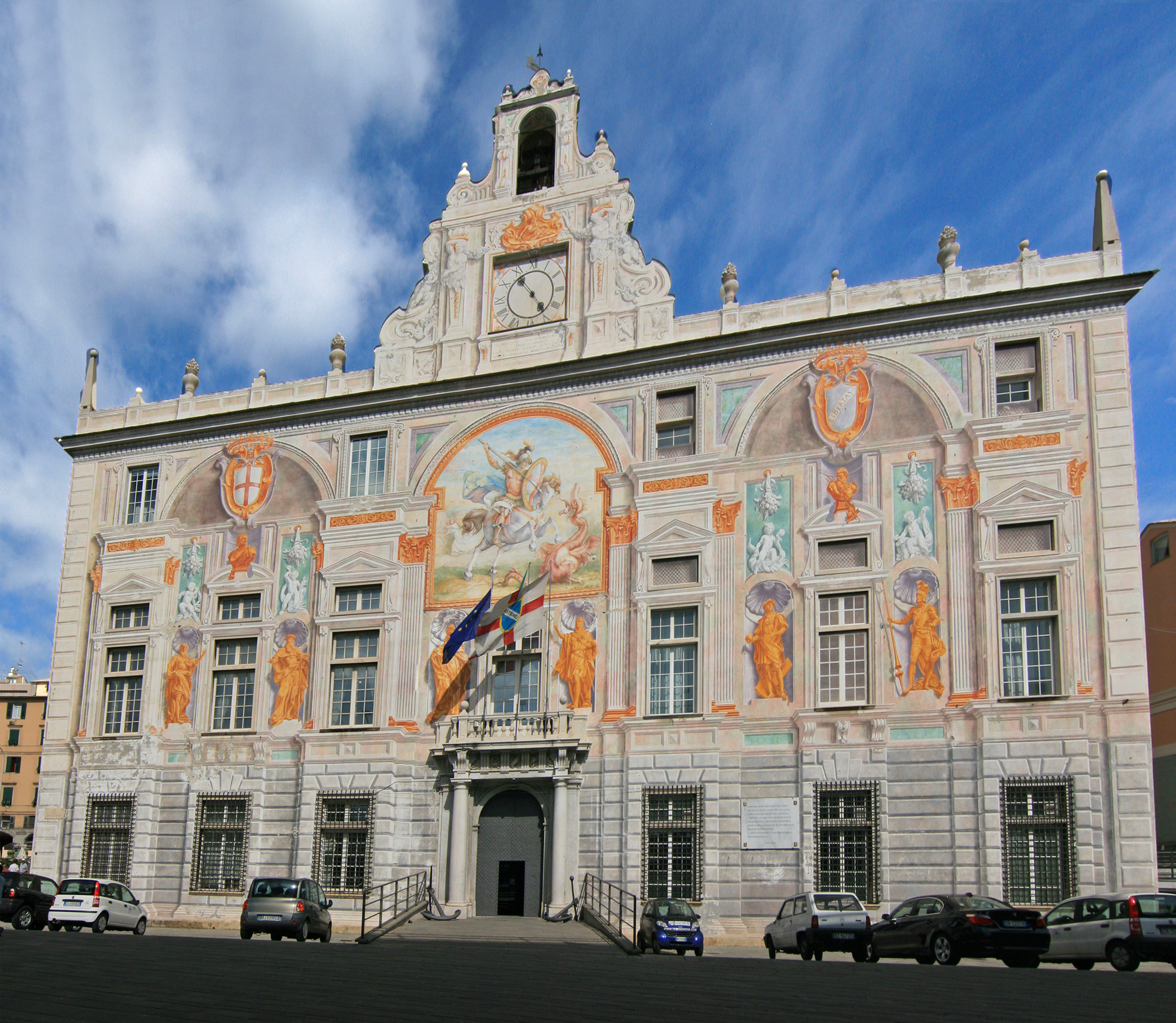
Фронтон палаццо Сан-Джорджо у Генуї, в якому був розміщений банк Святого Георгія

У 1407 році банк Сан-Джорджо був заснований для виплати компенсацій державного боргу, який з'явився після війни Кіоджи з Венеційською республікою, а також з метою поширення та карбування монет для своїх колоній. Окрім карбування монет, банківські робітники збирали податки у володіннях республіки, контролювали генуезькі митниці та мали право на нові позики, контролюючи монополію на видобуток солі. Більшість аристократичних родів, такі як Грімальді та Серри, були залучені для створення банку. Банк використовував і єврейських агентів, таких як рід Гізольфів, які мали декілька володінь на березі Чорного моря. Очолювали банк 4 консули, які перебували у дружніх, або навіть родинних стосунках з провідними аристократами Генуезької республіки. Саме з цих причин банк фінансував більшість своїх колоній. У Кафі у 1415—1475 роках діяла філія банку. У 1419—1482 рр., рід Гізольфів керував колонією Матрега на Таманському півострові⁣, а також торговими факторіями на Північному Причорномор'ї. У 1453 році, через часті бунти місцевого населення, республіка відкликала посадових осіб банку з Корсики та Газарії, хоча протягом XV ст. ці території неодноразово поверталися до банку. Таманський півострів залишився під контролем роду Гізольфів.
У другій половині XV ст. банк став одним з найбільших у Європі, який надавав кредити монархам та керував ринком капіталу. У XV—XVI ст. банк надав великі грошові кредити багатьом володарям Європи та мав широкий вплив на аристократію. У документації банківських платежів залишили свої підписи Ізабела I та Фердинанд II, а також Христофор Колумб. У 1492 році представники банку заснували місто Аяччо на Корсиці.
Починаючи з XVI століття занепад Генуї спричинив згортання банківської монетної справи у колоніях. Переміщення торгових шляхів через Атлантику і відкриття Америки позбавили Венецію та Геную основи їх багатств. Війни, які вели на той час у Священній Римській імперії Іспанське та Французьке королівства, підірвали також економіку Флоренції. Генуя увійшла до складу спочатку Іспанії, а потім Ломбардії. У 1528 році Генуя повернула собі часткову незалежність, але не відновила втрачені колонії. Лише Венеційська республіка зберегла свою незалежність до епохи Наполеонівських війн та карбувала дукати, але вони перестали відігравати грошову роль на міжнародному ринку. Роль еталонних грошових одиниць перейшла до німецьких йоахимсталерів, голландських гульденів, ісранських доларів та пізніше до британських фунтів.
У XVII сторіччі банк активно почав займатися фінансуванням морських компаній, підтримуючи торгові зв'язки та розв'язувавши проблеми поміж голландською та Британською Ост-Індійськими компаніями.
У 1797 році Наполеон перетворив слабку Генуезьку республіку у французький протекторат під назвою Лігурійська республіка. У 1805 році, після приєднання Лігурійської республіки до Франції у статусі департаменту, банк припинив своє існування.
Філософ та письменник доби Ренесансу Нікколо Макіавеллі в «Флорентійських хроніках» (італ. Istorie fiorentine) так описував роль банку Святого Георгія в італійських справах: «Через потреби республіки у послугах банку Святого Георгія велика частина земель та міст, які перебували під опікою Генуї, перейшли під управління банку. Банк господарює у них, захищає їх і щороку відсилає своїх обраних консулів, у діяльність яких держава не втручається»

## Карбування для колоній

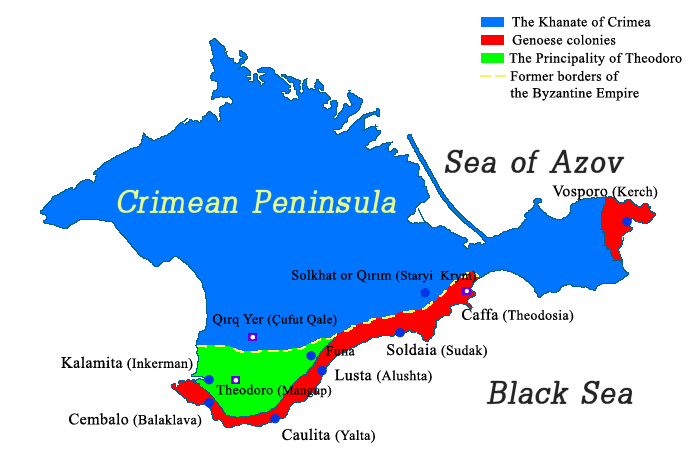
Крим у середині XV століття. Генуезькі колонії показані червоним кольором

У 1261 році завдяки союзам із нікейським імператором Михаїлом VIII та золотоординським ханом Генуезька республіка почала розбудову колоній у Північному Причорномор'ї. У 1266 р. республіка домоглася від ставленика Золотої орди в Криму Менгу-Тимура передачі їй у володіння Кефи, що стала пізніше центром Генуезької Газарії. Адміністрацію міста очолювали консули. У 1357 році Генуезька республіка викупила у золоординського хана Берке місто Чембало, у 1365 році викупила місто Солдаю, витіснивши звідти венеційців.
У XV столітті монети в Генуї карбувала не влада республіки, а Банк Святого Георгія. У володіннях Генуї — Корсиці та Кафі — банк Святого Георгія карбував місцеві монети. У Кафі банк функціонував із 1415 по 1475 роки й карбував мідні та срібні монети з легендами двома мовами: італійською та татарською.
На початку банківського карбування населення Кафи схвально поставилася до такого нововведення. Але в останні роки існування генуезьких колоній в Криму загострилася класова боротьба на ґрунті зловживання владою генуезькими урядовцями. Листи консула та інших посадових осіб Кафи до покровителів (лат. protector) банку Святого Георгія фактично складалися із наклепів та взаємних звинувачень у хабарництві. У 1454 році населення Кафи повстало проти консула Деметріо де Вівальді під гаслом: «Хай живе народ, смерть знатним!»
Кафінська рада протекторів робила усе можливе, щоб утримати свої колонії на Чорному морі, але зовнішньополітична ситуація з кожним роком дедалі більше загострювалась. Османський султан Мехмед II після завоювання Константинополя на деякий період закрив протоку Дарданелли для генуезців і з літа 1453 року до весни 1455 року до Криму не пройшов жоден генуезький корабель. Скарбниця Генуезької республіки спустошилась. До середини XV століття республіка заборгувала банку 8 мільйонів генуезьких лір. Як наслідок, у 1453 році заморські колонії Генуї потрапили під управління банку Святого Георгія. Турки та татари поступово почали витісняти генуезців із володінь на Чорному морі. В таких умовах Кафінська рада не змогла тримати повноцінний зв'язок із банком. Бувши під постійною загрозою нападу, банк погодився виплачувати султану щорічну данину розміром три тисячі дукатів. Кримський хан також домігся права на отримання від генуезців щорічної додаткової данини. Місцевим жителям дозволили утворити серед своїх спостерігачів «комітет чотирьох», з правом контролю за діяльністю генуезьких радників.
У 70-ті роки XV століття частина татарських феодалів підняла бунт проти хана Менґлі I, який підтримував дружні стосунки із генуезцями. Хану довелося шукати сховок у Кафі. Бунтівні татарські феодали звернулися за допомогою до османського султана. У 1471 році банк підписує мирний договір із володарем князівства Феодоро Ісааком, конфлікти з яким відбувалися із 1422 року.
31 травня 1475 року поблизу Кафи з'явився османський флот на чолі з великим візиром Гедик Ахмед-пашою. На наступний день почалася облога міста і 6 червня Кафа була завойована османами. Незабаром після цього впали й інші володіння генуезців у Криму.

## Новий банк
В 1987—2012 роках в Італії існував банк, названий на честь історичного банку Сан Джорджіо. У 1992 році він увійшов до складу Кредитної Аграрної Спілки (італ. Credito Agrario Bresciano), яка у 1999 році об'єдналася з Банком Ломбардії та П'ємонта (італ. Banca Lombarda e Piemontese). У 2007 році відбулося злиття банків у UBI Banca Group. 22 жовтня 2012 року банк Сан Джорджіо об'єднався з Регіональним Європейським банком (італ. Banca Regionale Europea) (дочірньою компанією UBI Banca), який шляхом придбання акцій всіх своїх філій, утворив єдиний банк. Останній голова банку святого Георгія був Рікардо Гарроне.